# Hold Me For A While
A Hold Me For A While című dal a svéd Rednex 3. és egyben utolsó kimásolt kislemeze a Far Out című második stúdióalbumról. Ez volt az utolsó kislemez, melyben Whippy (Mia Löfgren) énekesnő közreműködött, miután 2001-ben elhagyta a zenekart, majd 2015-ben újra visszatért a csapatot.
A dal európa szerte első helyezést ért el szinte minden országban.

## Megjelenések
CD Maxi  Európa Jive – 9251422
1. Hold Me For A While (Radio Edit) 3:16
2. Hold Me For A While (Alternative Radio Edit) 3:40 Guitar – Stefan Hellwig, Remix, Producer [Additional] – Andreas Schneider, Toby Lee Connor
3. Hold Me For A While (Album Version) 4:44
4. Hold Me For A While (The Midnight Sun Remix) 5:52 Remix – Utti

## Slágerlista
| Slágerlista (2000)                  | Legjobb helyezések |
| ----------------------------------- | ------------------ |
| Ausztria Austria Singles Chart      | 1                  |
| Svájc Swiss Singles Chart           | 2                  |
| Ausztrália Australia Singles Chart  | 1                  |
| Németország German Singles Chart    | 1                  |
| Finnország Finland Singles Chart    | 1                  |
| Svédország Sweden Singles Chart     | 1                  |
| Belgium Belgium Singles Chart       | 1                  |
| Norvégia Norway Singles Chart       | 1                  |
| U.S. United States Singles Chart    | 1                  |
| Japán Japan Singles Chart           | 1                  |
| Spanyolország Spain Singles Chart   | 1                  |
| Oroszország Russia Singles Chart    | 1                  |
| Kanada Canada Singles Chart         | 1                  |
| Dánia Denmark Singles Chart         | 1                  |
| Franciaország France Singles Chart  | 1                  |
| Írország Ireland Singles Chart      | 1                  |
| Új-Zéland New Zealand Singles Chart | 1                  |